# Марія Новак (політик)
Марія Тереза Новак, уроджена Півовар (нар. 31 березня 1950, Хожув) — польська політикиня, педагогиня, депутатка Сейму Республіки Польщі IV, V, VI, VII і VIII каденцій.

## Біографія
Закінчила I загальноосвітній ліцей імені Юліуша Словацького в Хожуві, потім навчалася на факультеті математики, фізики та хімії Сілезького університету в Катовіцах. З 1973 року працювала вчителькою. У 1991—2001 рр. була директоркою Вищої школи Асоціації католицьких сімей. Вона також очолювала місцевий осередок цієї асоціації. Марія Тереза Новак є леді Кінного Ордену Святого Гробу Господнього в Єрусалимі.
Належала до Громадського руху AWS і Правого альянсу. З 1990 по 2001 рік вона була депутаткою міської ради Хожува, а також виконувала функції віцепрезидентки. У 2001, 2005 та 2007 роках отримала депутатський мандат від списку «Право і справедливість» у виборчому окрузі Катовіце. На парламентських виборах Польщі 2011 року вчетверте обрана народною депутаткою, отримала 10 820 голосів. У 2015 році не була переобрана. У 2019 році отримала можливість зайняти місце депутатки 8-го терміну замість Гжегожа Тобішовського, на що вона погодилася. На виборах того ж року не була переобрана.